# Beux
Beux – miejscowość i gmina we Francji, w regionie Grand Est, w departamencie Mozela.
Według danych na rok 1990 gminę zamieszkiwało 207 osób, a gęstość zaludnienia wynosiła 41 osób/km² (wśród 2335 gmin Lotaryngii Beux plasuje się na 838. miejscu pod względem liczby ludności, natomiast pod względem powierzchni na miejscu 1007.).